# Stukkatør
En stukkatør er en håndværker der reparerer og udfører udsmykninger - inkl. stuk og rosetter - på vægge og loft i gips eller kalk.